# E-Netz Südhessen

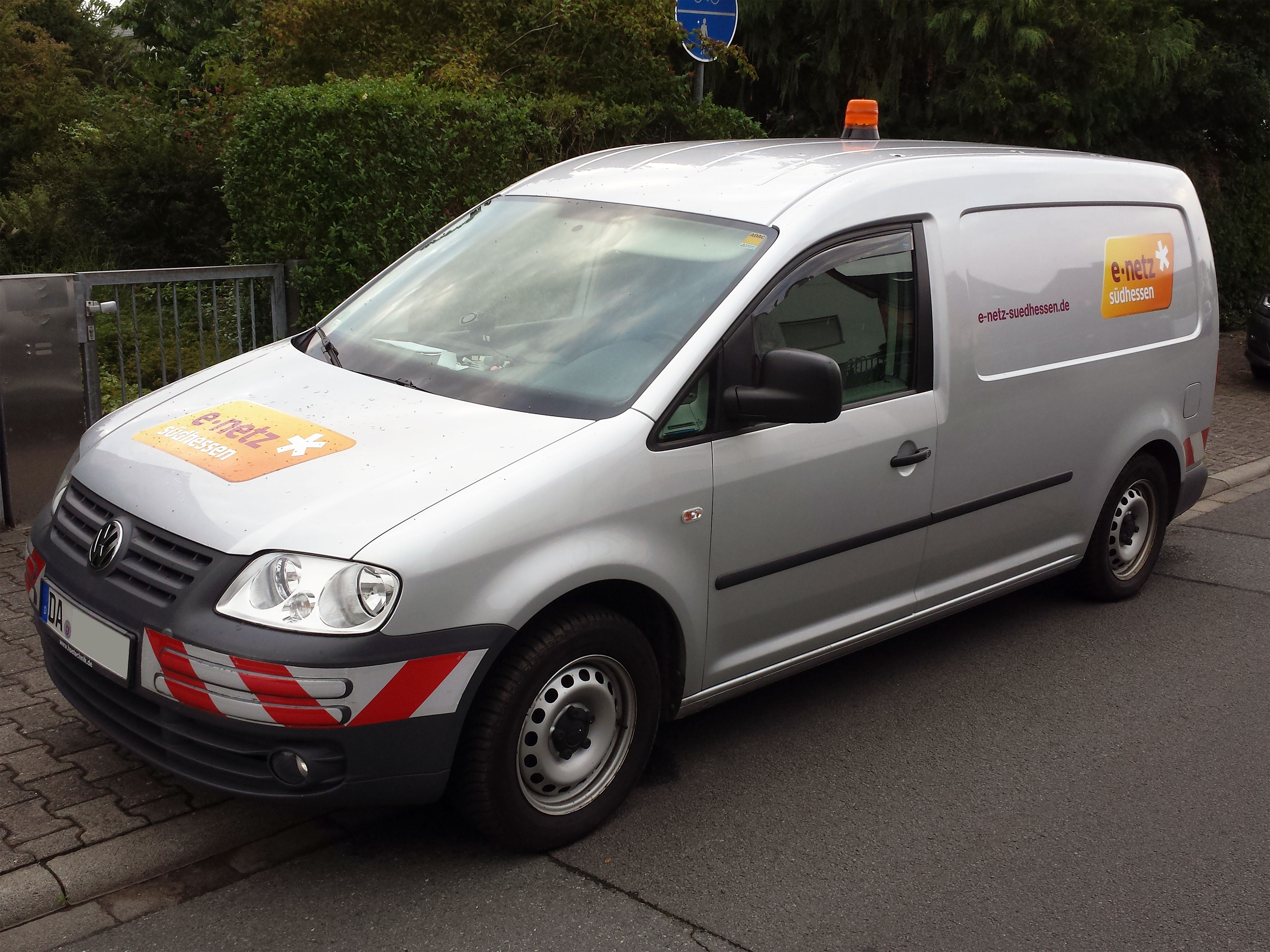
Technikfahrzeug

Die e-netz Südhessen AG ist der Verteilnetzbetreiber der Entega AG, vormals HEAG Südhessische Energie AG (HSE). Sie betreibt in Gebieten Südhessens und angrenzenden Regionen das Elektrizitäts- und Erdgasnetz auf Verteilnetzebene. Im August hat sich die e-netz Südhessen GmbH & Co. KG mit der Entega Netz AG zusammengeschlossen und die umbenannte Tochtergesellschaft heißt jetzt e-netz Südhessen AG.

## Geschichte
Die E-netz Südhessen GmbH & Co. KG ist zum 1. Juli 2014 durch den Zusammenschluss der ehemaligen HSE-Töchtern HSE Technik und Verteilnetzbetreiber Rhein-Main-Neckar (VNB) entstanden. Sie übernahm die Rechte und Pflichten der Verteilnetzbetreiber Rhein-Main-Neckar GmbH & Co. KG und ist gegenwärtig Pächterin des Strom- und Gasverteilernetzes der Entega AG.

## Strukturdaten
Nach § 27 Abs. 2 StromNEV und § 27 Abs. 2 GasNEV sind Betreiber von Elektrizitäts- bzw. Gasversorgungsnetzen zur Veröffentlichung von Strukturmerkmalen ihrer Netz verpflichtet.

### Stromnetz
| Netzebene                      | Stromkreislänge Anm. 1 | Stromkreislänge Anm. 1 |  |
| Netzebene                      | Erdkabel               | Freileitung            |  |
| Niederspannung                 | 9.025 km               | 57 km                  |  |
| Mittelspannung                 | 2.770 km               | 106 km                 |  |
| Einwohner im Netzgebiet Anm. 2 | 713.000                | 713.000                |  |

### Gasnetz
| Druckstufe             | Leitungslänge Anm. 3 |  |
| Hochdruck 1            | 582 km               |  |
| Mitteldruck 2          | 125 km               |  |
| Niederdruck 3          | 2.016 km             |  |
| Jahresverbrauch Anm. 3 | 7.443,2 Mio. kWh     |  |